# James Ezeilo
James Ezeilo (igbo: James Okoye Chukuka Ezeilo)  (Nanka, 17 de gener de 1930 - Lagos, 4 de gener de 2013), conegut com JOC Ezeilo, va ser un matemàtic nigerià.

## Vida i Obra
Ezeilo va estudiar matemàtiques a les universitats d'Ibadan (1949-1955) i de Cambridge (1955-1959). Es va doctorar en aquesta última amb una tesi sobre equacions diferencials dirigida per Mary Cartwright. A continuació va ser professor de diferents universitats de Nigèria, excepte el període 1988-1996 quan va fundar i dirigir el Centre Matemàtic Nacional a Abuja. Va morir a Lagos el 2013.
El seu camp de recerca van ser les propietats qualitatives de les equacions diferencials no lineals d'ordre superior. Va publicar uns noranta articles científics sobre el tema. Juntament amb Adegoke Olubummo i Txike Obi, és considerat com un dels pioners de la recerca matemàtica moderna a Nigèria.